# Cor Gout
Œuvres principales
- Et maintenant la polonaise- musique à La Haye et Scheveningen
- Scheveningen, sur place
- Zee/Land
- Noirette

Cor Gout est un chanteur et écrivain néerlandais né le 23 mai 1946.
Habitant de La Haye, il est philosophe, écrivain, chanteur et programmateur d’émissions radio et télévision. Il écrit dans les années 1980 pour le journal pop  « Vinyl » et fit par la suite les feuilles « Trespassers W » (qui est aussi le nom de son groupe) et « La Haye Mondaine », tous deux expression de la culture underground.

## Biographie
Avec son groupe « Trespassers W » (allusion à l'inscription sur la maison de Porcinet), il a fait des disques et CD qui ont été en général mieux appréciés et distribués à l’étranger que dans son propre pays, comme entre autres « Dummy » (1988), « Roots  and locations » (1991), « Fly Up In The Face Of Life » (1996) et « The Noble Folly of Rock 'n' Roll (2006), partie d'une trilogie.
En 1996, il produit « Trespassers W », un compte-rendu des tournées du groupe jusqu’à cette année. L’appréciation de « Trespassers W » à l’étranger, apparaît avec la sortie de la traduction de l’ensemble des textes des chansons de Gout en français (« L’intégrale ; éditeur Rytrut  2007).
Il a écrit un certain nombre de musiques pour des pièces de théâtre, qu’il a jouées avec son groupe dans des lieux comme Korzo et Zeebelt, à La Haye, par exemple « Vol au-dessus de La Haye » (1999) et Ieplaan (2003).
Avec Tony Blokdijk, il a édit des morceaux pour le recueil  « Scheveningen, sur place » (2001).
En 2002, parut dans le Zeeuwse Slibreeks  le petit livre « Zee/Land » (Mer/Terre). Comme début littéraire, Gout écrit « Noirette ». Avec le livre, illustré par Sébastien Morlighem, parut aussi un C.D, sur lequel Gout déclame un certain nombre de textes extraits de Noirette.
En 2004, est parue la nouvelle : « Van Stolkpark, verboden gebied » ( Van Stolkpark, quartier interdit), avec des dessins de Ronnie Krepel (Valerius Pers, La Haye).
En 2005, Gout écrivit :  « 78-45-16-33 », les nombres de tours de la pop’ (Aprilis, Zaltbommel) et « Ode à La Haye » (Avalon Pers, Genootschap Gerrit Achterberg). Il a encore rédigé un livre sur le football à La Haye et Scheveningen intitulé : « Quand les brailleurs passent ».
En  2006, il édite chez Aprilis un recueil d’interviews (avec les pionniers de la musique légère aux Pays-Bas) « Musique en noir et blanc ». Une deuxième recueil d’histoires, « le silence qui suit le mot » (avec des illustrations de Nina Roos et un CD de Gergelijzer, un duo composé de Robert Kroos et Cor Gout lui-même) sortit chez In de Knipscheer à l’automne 2008. Plus tard, cette même année, Gout édita chez Trespassers W  « Et maintenant la polonaise- musique à La Haye et Scheveningen », un livre qui a été qualifié par les différents critiques comme un ouvrage  fondamental sur ce sujet. Il donne encore un recueil de textes sur La Haye  « La Haye Intempestive (Valerius Pers/ Trespassers W) avec des dessins de Diederik Gerlach et des textes de Cor Gout.